# Михаїл I Рангаве
Михаїл I Рангаве  (грец. Μιχαὴλ Α' ὁ Ραγκαβές, бл. 770 — 11 січня 844 на острові Проті біля Константинополя) — імператор Візантії у 811–813 роках.
Михаїл народжений близько 770 року. Його батьком був патрицій Феофілакт, який пробував узурпувати владу у 781 році. Михаїл I Рангаве був одружений з Прокопією, дочкою імператора Никифора I й управляв імператорським палацом. У жовтні 811 року він захопив владу, скинув важко пораненого сина Никифора, імператора Ставракія і призначив свого сина Феофілакта співімператором.
У 812 він визнав за Карлом I Великим титул Римського імператора. Однак у зовнішіній політиці були напружені стосунки з болгарами. Не вдалося укласти мир із болгарським ханом Крумом і болгари сплюндрували частину Македонії і Фракії. Михаїл зібрав військо і виступив проти болгар. 22 червня 813 року у битві під Верзінікією його військо було розбите.
Він опинився під політичним тиском. Коли у липні 813 року війська проголосили імператором Лева Вірменина, Михаїл повернувся до приватного життя й пішов у монастир під ім'ям Афанасій на острів Проти, де дожив до смерті у 844 році. Два його сини Феофілакт і Микита були кастровані та стали ченцями разом з батьком під іменами Євстратій (помер у 849 році) та Ігнатій.